# Rhynchopsitta
Rhynchopsitta (del griego rhynchos, "pico" y psitta, "loro") es un género de aves psitaciformes de la familia Psittacidae, cuyas especies son denominadas comúnmente cotorras serranas. Agrupa a dos especies endémicas de México, incluyendo una especie extinta descubierta mediante fósiles que datan del Tarantiense.

## Taxonomía y sistemática
El género fue descrito por el naturalista francés Charles Lucien Bonaparte; el nombre se deriva de los términos en griego antiguo rhynchos ("pico") y psitta ("loro"). Los dos taxones existentes se consideraron subespecies de una sola especie, antes de dividirse.

## Descripción
Las dos especies vivas tienen una apariencia general similar, y las principales diferencias radican en sus tamaños relativos y el brillo de la coloración. Ambos son principalmente verdes, con marcas rojas o granates en la frente, la frente, una franja superciliar ancha y plumas en la curva del ala, el borde del carpo y los muslos. Sus anillos oculares son amarillos, con las patas y el pico de color gris oscuro a negro. Los jóvenes tienen un pico pálido que se desvanece a gris en la base, anillos oculares blanquecinos y una frente roja, pero carecen de las rayas de color rojo oscuro sobre los anillos oculares. La cotorra serrana oriental es generalmente de color verde oscuro con marcas marrones en la cabeza y mide de 40-45 cm de largo, mientras que la cotorra serrana occidental mide unos 38 cm de largo con colores más brillantes. 

## Especies
Se reconocen las siguientes especies:
| Especies del género Rhynchopsitta | Especies del género Rhynchopsitta | Especies del género Rhynchopsitta | Especies del género Rhynchopsitta                                             |
| Nombre científico                 | Nombre común                      | Imagen                            | Notas                                                                         |
| --------------------------------- | --------------------------------- | --------------------------------- | ----------------------------------------------------------------------------- |
| Rhynchopsitta pachyrhyncha        | Cotorra serrana occidental        |                                   |                                                                               |
| Rhynchopsitta terrisi             | Cotorra serrana oriental          |                                   |                                                                               |
| † Rhynchopsitta phillipsi         |                                   |                                   | Se hallaron fósiles de este loro extinto en México que datan del Tarantiense. |